# Тюкйо
35°10′00″ пн. ш. 136°55′00″ сх. д. / 35.16666667° пн. ш. 136.91666667° сх. д.
Тюкйо, Цюкйо — мегаполіс та індустріальний район Японії в центральній частині Хонсю, в районі Тюбу. Центр автомобільної, нафтохімічної, електроніки, текстильної та керамічної промисловості. Основні центри — Нагоя, Ґіфу, Йоккаїті, Тойота та Судзука (Міє).
У період Токуґава (1603—1867) в регіоні виробляли бавовняні тканини. Після російсько-японської війни (1904—1905) почалося виробництво вовняних матеріалів. Регіон розвивався стихійно, головним чином за рахунок інвестицій місцевих підприємців у виробництво товарів народного споживання. Під час Другої світової війни були відкриті заводи важкої промисловості, виробничий профіль яких змінився після війни. У 1950-60-х роках відбувся значний промисловий розвиток.